# Typhoon Producer

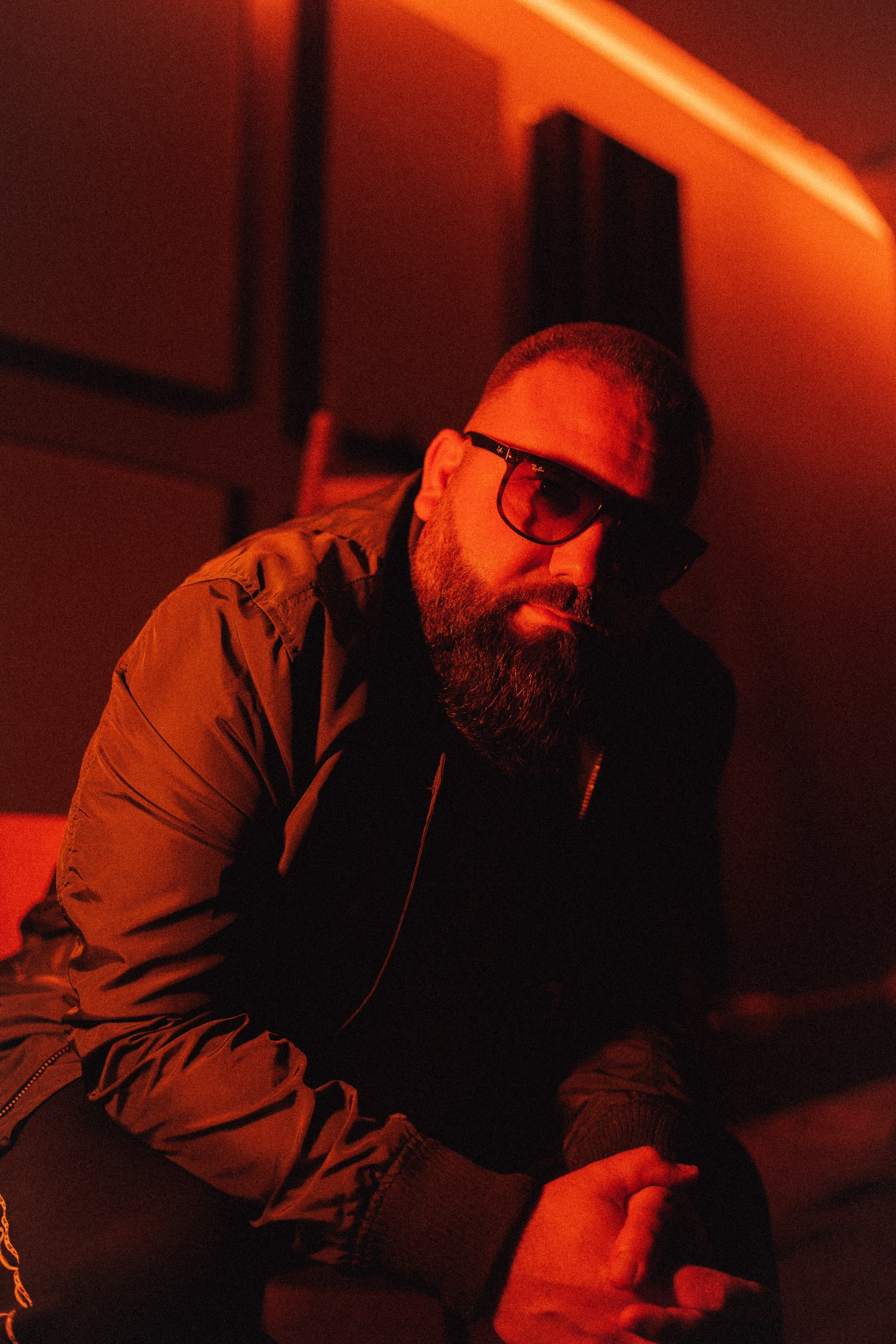
Typhoon Producer

Typhoon Producer (* 25. Juli 1977; bürgerlich Tayfun Dagbaslilar ) ist ein deutscher Musikproduzent mit türkischen Wurzeln.
Er absolvierte am Istanbuler Konversatorium für klassische Musik und an der Hamburger SAE eine technische Ausbildung.
Zusammen mit Sinch hat er zahlreiche TV-, Kino- und Radio-Werbespots produziert, zum Beispiel für About You und die Stadt Hamburg.
Neben Produktionen für Fero47, Kurdo und Noizy produzierte Typhoon auch als Mix & Mastering Engineer verschiedene Releases.
Zusammen mit SiNCH, Florian Pongs & Dennis Schnichels gründete er 2020 das DIY Studios in Hamburg.
Bei Luca Pretolesi Workshops belegt.
2019 bekam  er eine Gold-Auszeichnung für die Single „JaJa“ von Fero47 in Deutschland  und Österreich.

## Diskografie (Auswahl)
- 2021
  - Rezo Baby - Sommernacht
  - Silla - Nie Genug feat. Terry Joe Single
  - Silla - Blackout Single
  - Rezo Baby - Blind feat. Theo Junior Single
  - Rezo Baby - Es tut mir doch so Leid Single
  - Rezo Baby -  Lass mich los Single
  - Noah - Geister Album
- 2020
  - Rezo Baby - Fühl ich nicht Single
  - Rezo Baby - Steig Ein Single
  - S4MM - Puerto Rico feat. Noizy Single
  - Moe Phoenix - Screenshots Single
  - Kurdo - Habiba Prima Single
  - Monet192 - Manege Frei Single
  - Fero47 feat. Kazad - Money Single
- 2019
  - Gypsy Queen Kino Film - Booz Soundtrack
- 2018
  - Fero47 - JaJa Single
  - Nur Gott kann mich Richten Kino Film - Soundtrack
- 2017
  - Disarstar -  Minus x Minus = Plus Album
  - Estikay -  Auf Entspannt Album
- 2015
  - Joka feat. Sido & MoTrip - Immer noch MC Single
  - Joka - Augenzeuge Album